# Национальный фонд бонсай (Вашингтон)
Национальный фонд бонсай (англ. National Bonsai Foundation) — некоммерческое музейное учреждение города Вашингтон, США, в составе Национального дендрария.

## История создания
В 1976 году правительство Японии передало в подарок Соединённым Штатам 53 миниатюрных дерева бонсай. Произведения национального ботанического искусства были избраны Японским обществом бонсай. Когда деревья прибыли в Вашингтон, японцы работали вместе со специалистами Национального дендрария и представителями Потомакской ассоциации бонсай в столице США, чтобы создать надлежащие условия для хранения растений и развития национальной традиции бонсай за пределами Японии.

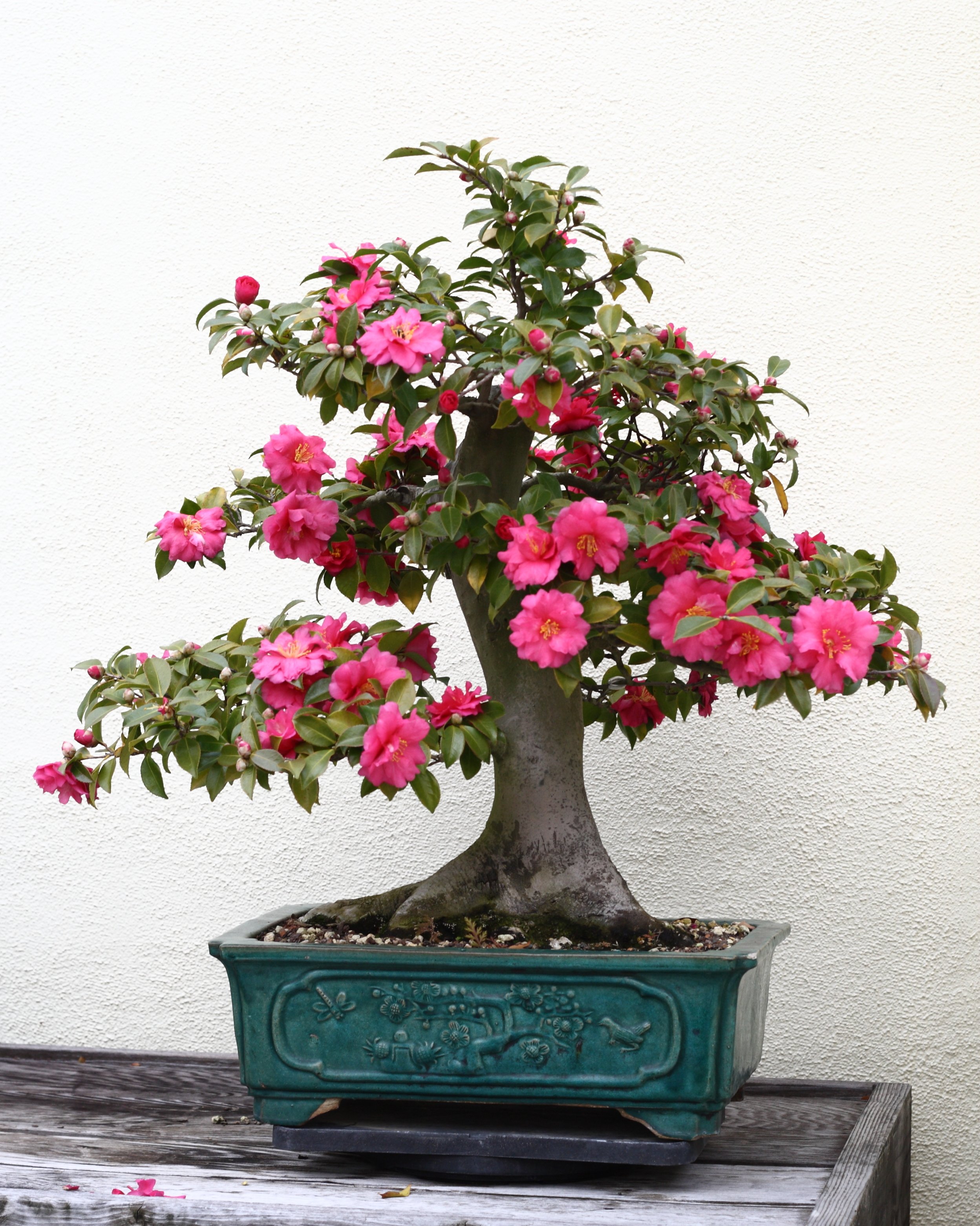
Бонсай — японская камелия, 2008 год.

С 1982 заведение в Вашингтоне получило название Национальный фонд бонсай.
Живой подарок в 1976 г. выдержали один год в карантине. Состоялась торжественная церемония передачи подарка делегатами из Японии. Со стороны Соединённых Штатов делегацию возглавлял госсекретарь Генри Киссинджер.

## Отделы

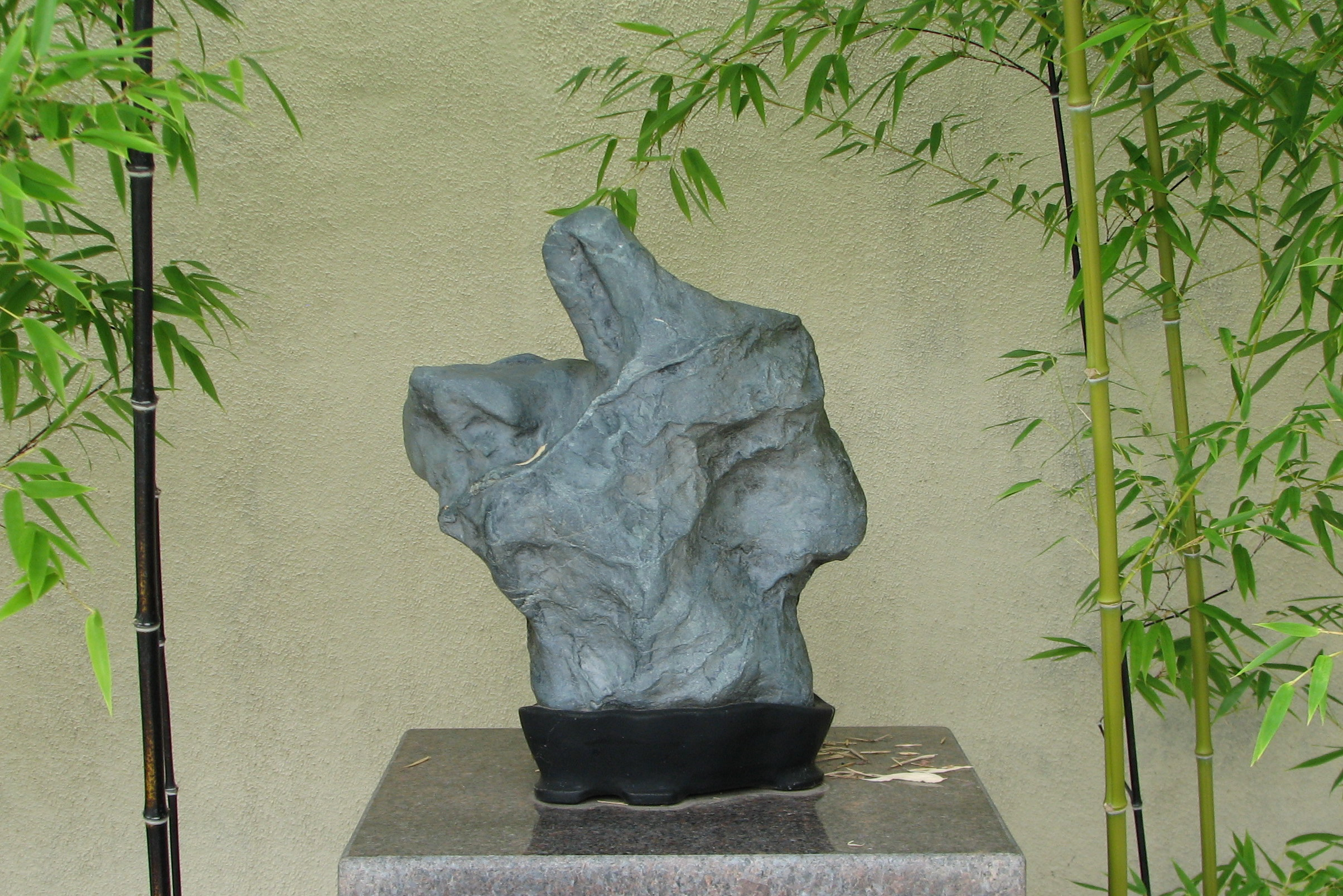
Камень и бамбук

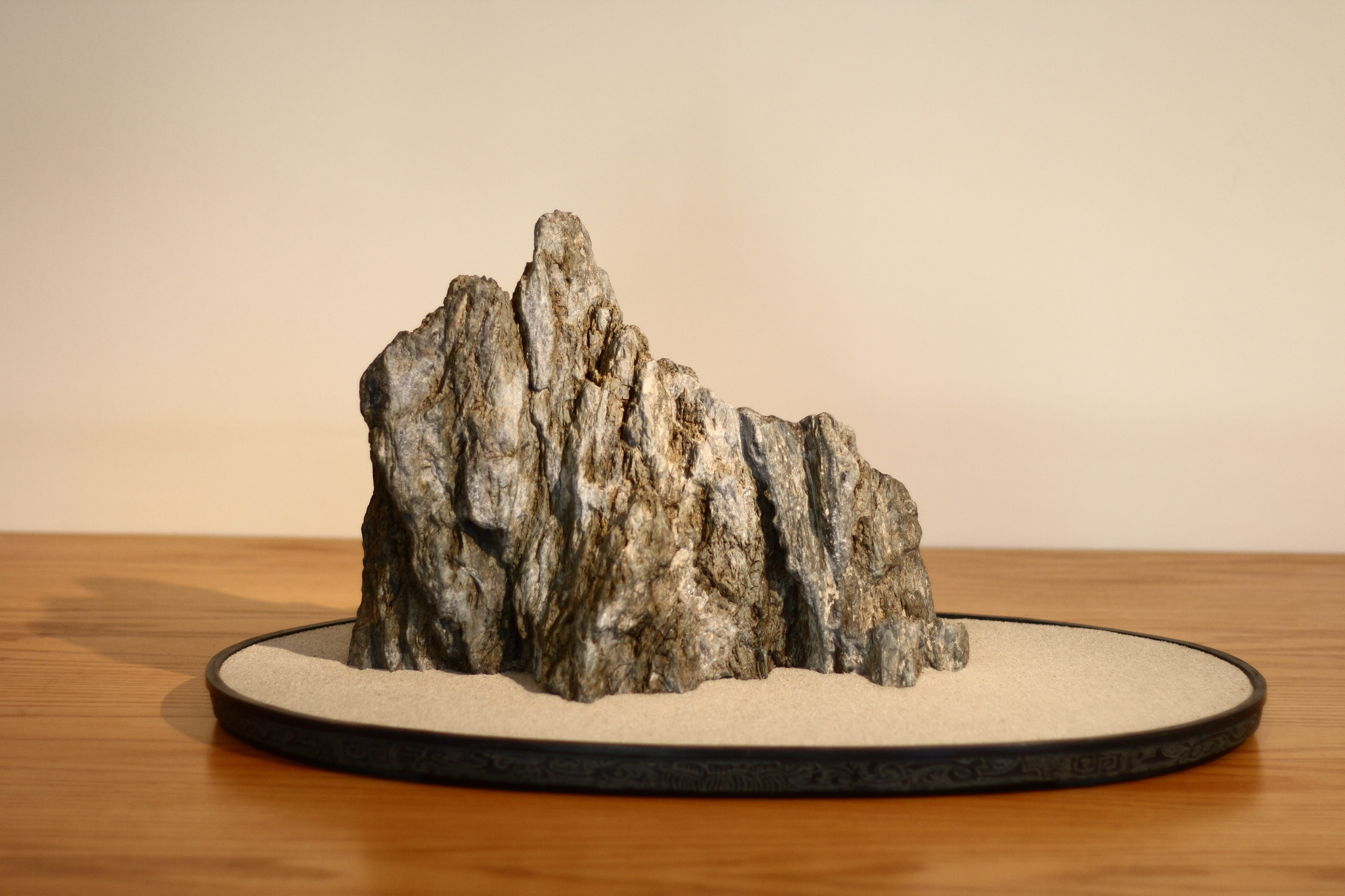

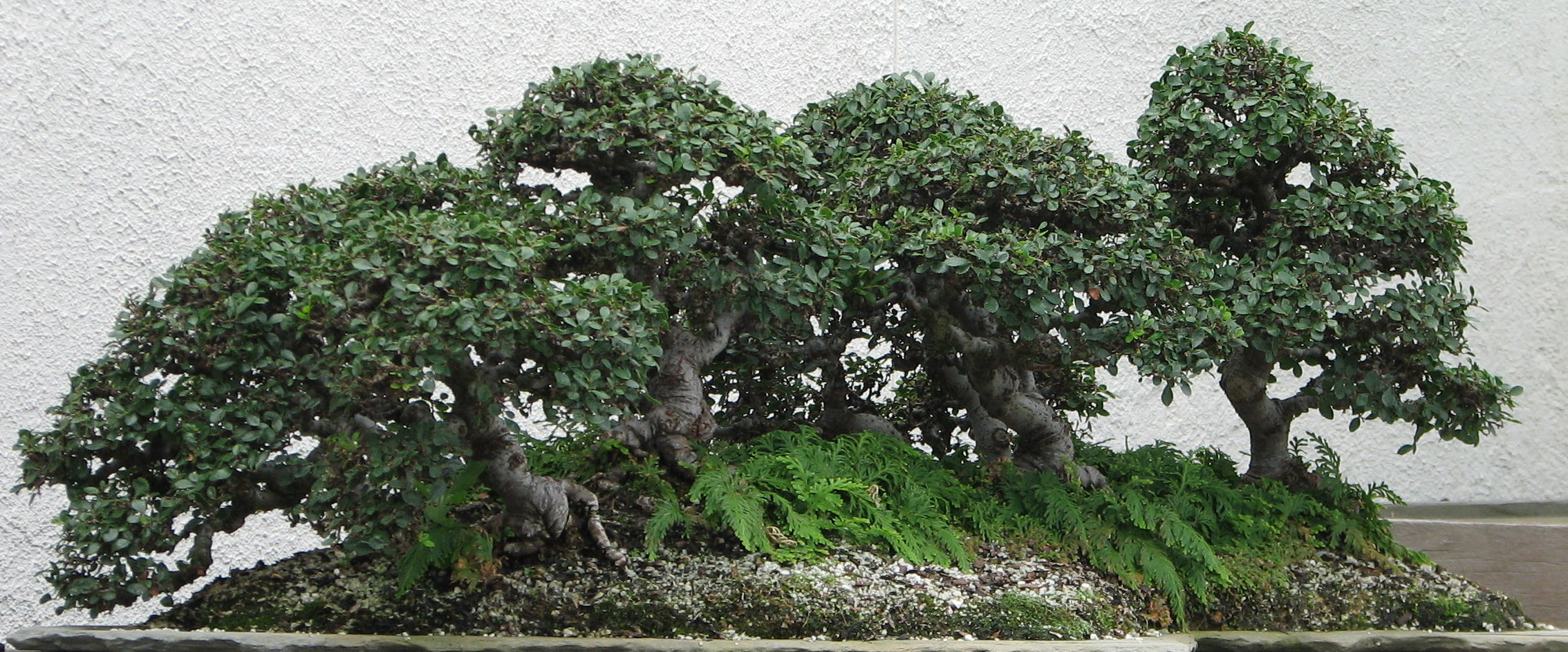

После передачи китайских образцов, которые создали художники Гонконга, фонд стал делиться на четыре отдела:
- японский
- китайский
- бонсай Северной Америки
- экспозиция камней.

Искусство бонсай тесно связано как с наблюдениями за природой, так и с любованием камнями необычных форм и камнями, которые используют при создании бонсай. Как важная составляющая японского сада и бонсай, камни надлежащей формы высоко ценились в средневековой Японии. Существовал даже рынок продажи камней для сада.
Бонсай — это не только выращивание отдельного дерева в миниатюрной форме, это также создание миниатюрных пейзажей (суисэки) или группы миниатюрных деревьев. Идёт селекция как по форме, так и по разновидности растений, которые хорошо переносят обрезку ветвей и корней, не имеют быстрого роста, имеют красивую окраску листьев.

## Источники

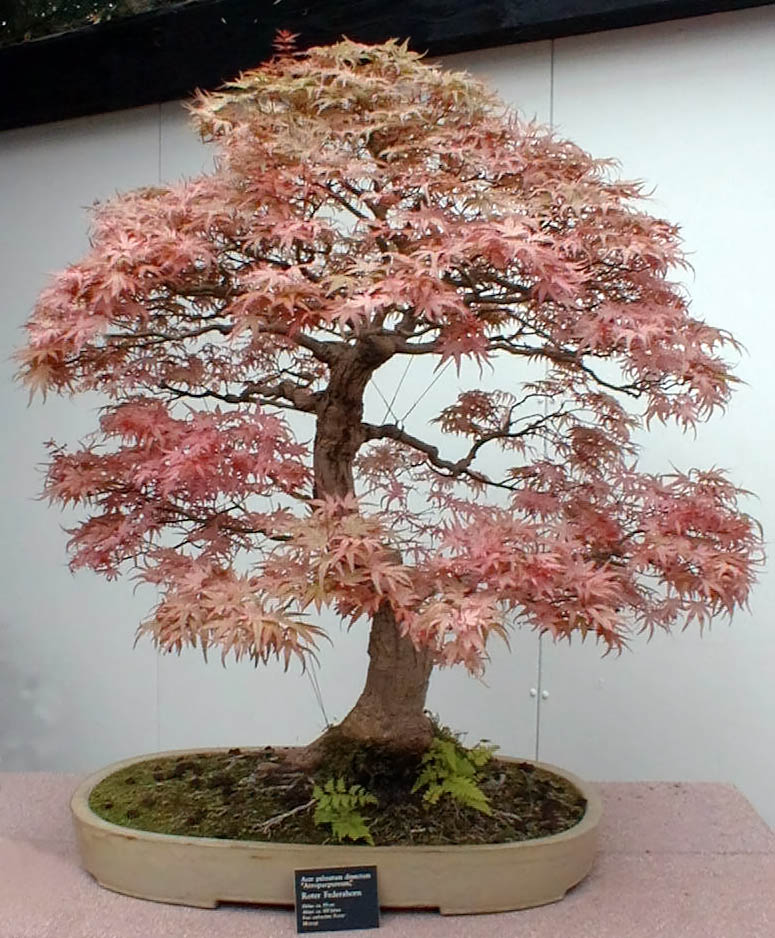